# ویلفرزدورف
ویلفرزدورف (به آلمانی: Wilfersdorf) یک منطقهٔ مسکونی در اتریش است که در ناحیه میستلباخ واقع شده‌است. ویلفرزدورف ۲٬۰۳۷ نفر جمعیت دارد.